# Philaenus suturalis
Philaenus suturalis är en insektsart som beskrevs av Kusnezov 1932. Philaenus suturalis ingår i släktet Philaenus och familjen spottstritar. Inga underarter finns listade i Catalogue of Life.